# Discours sur les sciences et les arts
Le Discours sur les sciences et les arts est un texte de Jean-Jacques Rousseau écrit dans le cadre du concours de l’Académie de Dijon de 1749. Jean-Jacques Rousseau donne la parole au héros romain Fabricius par la prosopopée dans son Discours,. Lauréat du concours, Rousseau voit son essai, qui est à contre-courant des idées des Lumières de son temps, très critiqué mais lui doit, à 38 ans, une célébrité polémique, douze ans avant son œuvre majeure Du contrat social.

## Résumé
Comme le veut le concours, le discours répond à une question : il s’agissait alors de déterminer « Si le rétablissement des sciences et des arts a contribué à épurer les mœurs ». 
Rousseau introduit ainsi son discours: "Quel parti dois-je prendre dans cette question? Celui, Messieurs, qui convient à un honnête homme qui ne sait rien, et qui ne s'en estime pas moins."
L’auteur présente en deux parties une diatribe contre les sciences et les arts qui corrompent les mœurs et éloignent les hommes de la vertu et de leurs qualités guerrières.

Rousseau s'y réfère à un mythique âge primitif : 

« On ne peut réfléchir sur les mœurs, qu'on ne se plaise à se rappeler l'image de la simplicité des premiers temps. C'est un beau rivage, paré des seules mains de la nature, vers lequel on tourne incessamment les yeux, et dont on se sent éloigner à regret. Quand les hommes innocents et vertueux aimaient à avoir les dieux pour témoins de leurs actions, ils habitaient ensemble sous les mêmes cabanes »

Mais il ajoute : 

« Nos âmes se sont corrompues à mesure que nos sciences et nos arts se sont avancés à la perfection. (…) On a vu la vertu s'enfuir à mesure que leur lumière s'élevait sur notre horizon, et le même phénomène s'est observé dans tous les temps et dans tous les lieux. »

 Selon Rousseau, les sciences et les arts n’ont fait que corrompre les mœurs et camoufler le joug des tyrans en occupant les hommes à des futilités et leur faisant oublier leur servitude. En effet « les sciences, les lettres et les arts étendent des guirlandes de fleurs sur les chaînes de fer dont les hommes sont chargés, étouffent en eux le sentiment de cette liberté originelle pour laquelle ils semblaient être nés, leur font aimer leur esclavage et en forment ce qu'on appelle des peuples policés. »

La multiplication des commodités de la vie, le perfectionnement des arts firent s’évanouir les vertus militaires. 

« Si la culture des sciences est nuisible aux qualités guerrières, elle l'est encore plus aux qualités morales. C'est dès nos premières années qu'une éducation insensée orne notre esprit et corrompt notre jugement. Je vois de toutes parts des établissements immenses, où l'on élève à grands frais la jeunesse pour lui apprendre toutes choses, excepté ses devoirs. »

 Contre le savoir corrupteur des sciences, des lettres et des arts, Rousseau valorise l’ignorance et la simplicité vertueuse. Il attaque le raffinement et l’affinement des hommes habitués aux sciences et aux arts, et leur oppose une image d’hommes vigoureux et guerriers.

Délétères au plus grand nombre, sciences et arts ne nuisent toutefois pas aux grands hommes tels René Descartes ou Isaac Newton : 

« Il n’a point fallu de maîtres à ceux que la nature destinait à faire des disciples. Les Verulams, les Descartes et les Newtons, ces précepteurs du genre humain n’en ont point eu eux-mêmes, et quels guides les eussent conduits jusqu'où leur vaste génie les a portés ? »

La publication de ce texte suscitant de vives polémiques, Rousseau a répondu à certains critiques. Ainsi, le duc de Lorraine, roi déchu de Pologne, Stanislas Leszczynski a publié une Réponse au discours qui a remporté le prix de l’Académie de Dijon à laquelle Rousseau a répliqué par des Observations de Jean-Jacques Rousseau, de Genève, Sur la Réponse qui a été faite à son Discours.

## Postérité
L’œuvre fut traduite partiellement au Japon dès le début des années 1880 par Nakae Chômin sous le titre Hikaikaron (L'A-civilisation), avec l'objectif de critiquer d'un point de vue rousseauiste l'engouement des Japonais pour le thème de la civilisation (bunmei) et l'utilitarisme benthamien.
Plus de deux siècles après sa publication, le Discours sur les sciences et les arts continue de nourrir la réflexion contemporaine, comme en témoigne l’essai, "Hommage d’un mauvais élève à Jean-Jacques Rousseau" (2014), qui interroge la pertinence des thèses rousseauistes à l’ère de la société de l’information et de la culture médiatique.

## Chronologie
- Octobre 1749 : Rousseau prend connaissance de la question de l’Académie de Dijon en lisant le Mercure de France. Il discute de son projet avec Denis Diderot et en commence la rédaction.
- Mars 1750 : Envoi du texte à l’Académie de Dijon.
- 9 juillet 1750 : l’Académie décerne le prix au Discours.
- Janvier 1751 : Publication du Discours sur les sciences et les arts, sans nom d'auteur mais avec la simple mention : Par un citoyen de Genève. De ce fait, la mention de l'éditeur genevois est un subterfuge car l'ouvrage sort des presses de la librairie Pissot à Paris[5].

## Sources
- « Collection complète des œuvres de Rousseau 1780-1788, volume 7 tome second »
- « Discours sur les sciences et les arts » version électronique sur le site de l'Université du Québec à Chicoutimi
- Discours sur les sciences et les arts, paris, Livre de poche, 2004 (ISBN 978-2-25319-319-7).
- Jean-Jacques Rousseau, Écrits politiques, Livre de poche, 1992  (ISBN 978-2-25305-593-8) (OCLC 867442552).
- Jean-Jacques Rousseau, Discours sur l’origine de l’inégalité, Discours sur les sciences et les arts, Garnier-Flammarion, 1992  (ISBN 978-2-08070-243-2) (OCLC 1040329573).